# Malta op het Junior Eurovisiesongfestival 2013
Malta nam deel aan het Junior Eurovisiesongfestival 2013 in Kiev, Oekraïne. Het was de 9de deelname van het land op het Junior Eurovisiesongfestival. PBS was verantwoordelijk voor de Maltese bijdrage voor de editie van 2013.

## Selectieprocedure
Eerder kondigde PBS aan niet te zullen deelnemen aan het Junior Eurovisiesongfestival van 2013, maar eind september bedacht de Maltese openbare omroep zich. Malta was het negende land dat zijn deelname aan het elfde Junior Eurovisiesongfestival bevestigde. De Maltezen kozen hun kandidaat intern. De keuze viel op Gaia Cauchi. Op 18 oktober 2013 werd het liedje bekendgemaakt. Zij ging Malta vertegenwoordigen met het liedje The Start.

## In Kiev
Malta trad als 11de van de 12 deelnemende landen op. Gaia Cauchi behaalde de overwinning, de eerste zege voor Malta.
2003 · 2004 · 2005 · 2006 · 2007 · 2008 · 2009 · 2010 · 2011-2012 · 2013 · 2014 · 2015 · 2016 · 2017 · 2018 · 2019 · 2020 · 2021 · 2022 · 2023 · 2024
Armenië · Azerbeidzjan · Georgië · Macedonië · Malta · Moldavië · Nederland · Oekraïne · Rusland · San Marino · Wit-Rusland · Zweden